# Baía de Viburgo

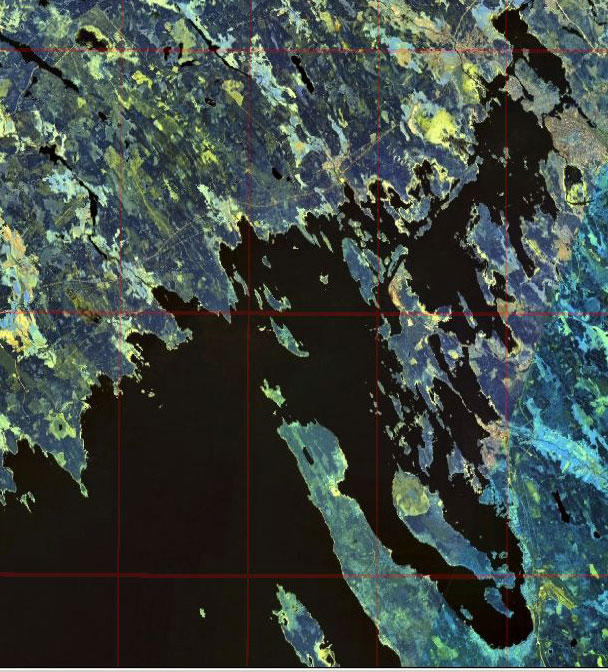
Baía de Viburgo

Baía de Viburgo (em russo: Выборгский залив; romaniz.: Vyborgskiy zaliv; em finlandês:  Viipurinlahti) é uma profunda enseada, em sentido nordeste, próxima do extremo oriental do Golfo da Finlândia no Mar Báltico. A cidade de Viburgo está localizada próxima à porção mais interior da baía.
O Canal de Saimaa conecta a baía ao lago Saimaa na Finlândia.
Em 1790 a baía foi palco de uma das maiores batalhas navais da História; a Batalha da Baía de Viburgo com um total de 498 navios russos e suecos.